# Кучма, Владислав Ремирович
Владисла́в Реми́рович Кучма (р. 1951) — советский и российский гигиенист, член-корреспондент РАМН (2011), член-корреспондент РАН (2014), профессор, доктор медицинских наук, научный руководитель Института комплексных проблем гигиены ФБУН «Федеральный научный центр гигиены имени Ф. Ф. Эрисмана» Роспотребнадзора, заведующий кафедрой гигиены детей и подростков Института общественного здоровья имени Ф. Ф. Эрисмана ФГАОУ ВО «Первый МГМУ имени И. С. Сеченова» Минздрава России (Сеченовский Университет)

## Биография
Родился 3 августа 1951 года в городе Ессентуки (Ставропольский край).
В 1975 году с отличием окончил санитарно-гигиенический факультет 1 ММИ имени И. М. Сеченова.

## Научная и педагогическая деятельность
Научной работой начал заниматься в студенчестве на кафедре гигиены труда, затем обучался в аспирантуре и защитил кандидатскую диссертацию (1978).
1978—1991 годы — кафедра гигиены труда (ассистент, доцент, профессор) 1 ММИ имени И. М. Сеченова.
В 1988 году защитил докторскую диссертацию. Ученое звание профессора имеет с 1989 года.
С 1992 года заведующий кафедрой гигиены детей и подростков ММА имени И. М. Сеченова — Первого МГМУ имени И. М. Сеченова Минздрава России (Сеченовский Университет).
В 1998 года академиком А. А. Барановым приглашен на работу в Научный центр здоровья детей Российской академии медицинских наук (директор НИИ гигиены и охраны здоровья детей и подростков).
С 2005 года по 2020 года — заместитель директора по научной работе ФГБУ «Научный центр здоровья детей» РАМН — директор НИИ гигиены и охраны здоровья детей и подростков ФГБНУ «НЦЗД» РАМН — ФГАУ «НМИЦ здоровья детей» Минздрава России.
С сентября 2020 г. — научный руководитель Института комплексных проблем гигиены ФБУН «Федеральный научный центр гигиены имени Ф. Ф. Эрисмана» Роспотребнадзора.
В 2011 году избран членом-корреспондентом РАМН по специальности «гигиена». 27 июня 2014 г. Общее собрание членов РАН на основании Устава присвоило звание члена-корреспондента РАН.

## Научная деятельность
Сфера научных интересов — проблемы физиологии жизнедеятельности человека в условиях производства, образовательной, досуговой деятельности; механизмы развития утомления и переутомления в процессе деятельности; оценка состояния здоровья детского населения в связи с факторами окружающей среды и условиями жизнедеятельности; технологии социально-гигиенического мониторинга детского населения; особенности роста и развития детей различных регионов страны; образ жизни детей и подростков в современных условиях; физиолого-гигиенические основы обучения детей, в том числе в условиях цифровой среды, использования современных гаджетов и информационно-коммуникационных технологий; медицинское обеспечение детей в образовательных учреждениях; научно-методические основы школ здоровья, включающие организационные принципы, критерии и их гармонизацию с европейскими подходами, технологии работы этих школ и оценку эффективности.
В рамках решения проблем гигиенической безопасности с коллегами изучены гигиенические характеристики современных игрушек, проведена оценка токсического действия фенола при различных путях введения и обоснованы принципы гигиенической безопасности материалов для игр, игрушек и предметов детского творчества. Разработаны гигиенические основы использования современных светодиодов в системах искусственного освещения.
Совместно с коллегами из Роспотребнадзора обоснованы новый подход к оценки уровня санитарно-эпидемиологического благополучия образовательных организаций; принципы и технология производственного контроля; научно-методические основы санитарно-эпидемиологического аудита; требования к организации и проведению санитарно-эпидемиологических экспертиз инновационных программ; подходы к оценки риска здоровью обучающихся.
В середине нулевых годов XXI века сложилась и получила признание научная и педагогическая школа профессора В. Р. Кучмы, деятельность которой позволила во втором десятилетии нынешнего тысячелетия обосновать способы идентификации, оценки и профилактики поведенческих рисков, опасных для здоровья современных школьников; гигиенические основы использования светодиодов в системах искусственного освещения общеобразовательных организаций.
Цифровизация практически всех сторон жизнедеятельности детей, подростков и молодежи потребовала и школой члена-корреспондента РАН В. Р. Кучмы выполнена гигиеническая оценка информатизации обучения и воспитания детей; изучены особенности влияния электронных средств обучения (ридеры, персональные компьютеры, планшетные компьютеры, ноутбуки, интерактивные доски, интерактивные панели) на функциональное состояние, работоспособность и здоровье детей различного возраста.
Обоснованы гигиенические нормативы и специальные требования к цифровой образовательной среде школы и онлайн-обучению в домашних условиях, гигиенические нормативы шрифтового оформления текстовой информации учебных электронных изданий, предъявляемой на электронных средствах обучения (персональный компьютер, ридер, планшет, ноутбук).
В настоящее время обоснована комплексная система обеспечения гигиенической безопасности обучения и воспитания детей и подростков в цифровой образовательной среде, использования учебного электронного контента и коммуникационных средств его доставки обучающимся.
Обоснованы гармонизированные с общеевропейскими подходами принципы и разработаны правила организации работы школ, содействующих укреплению здоровья, доказана их высокая эффективность в сфере здоровье сбережения обучающихся.
Разработаны современные принципы и методы обеспечения санитарно-эпидемиологического благополучия обучающихся в образовательных организациях.
Лично обоснована стратегия развития популяционной и персонализированной гигиены детей и подростков в современных условиях больших глобальных вызовов и научно-технологического развития Российской Федерации.
Анализ результатов лонгитудинального исследования (2005—2015 гг.) физического развития и состояния здоровья детей и подростков в период школьного онтогенеза позволил оценить состояние здоровья школьников в начале XXI века, дать прогноз его изменений в ближайшие годы. Установлено изменение структуры функциональных нарушений, обусловленных воздействием современных условий и организации обучения детей. Обоснованы современная Российская модель оказания медицинской помощи обучающимся в образовательных организациях, гармонизированная с общеевропейским подходом концепция и разработан алгоритм оценки качества медицинской помощи обучающимся в образовательных организациях.
Под руководством и при непосредственном участии В. Р. Кучмы в период пандемии новой коронавирусной инфекции (COVID-19) в условиях дистанционного обучения детей и подростков проведено оригинальное исследование особенностей жизнедеятельности и самочувствия около 30 тысяч обучающихся, показавшее, что стрессовая ситуация в условиях самоизоляции и дистанционного обучения сказалась на психосоматическом состоянии школьников: у 83,8 % отмечены неблагополучные психические реакции пограничного уровня, лишь 13,4 % школьников адаптировались к условиям самоизоляции и дистанционного обучения. Основным средством ежедневного использования 89,2 % детей был смартфон — устройство, не предназначенное для учебных целей и считывая текстовой информации учебных электронных изданий.
Научный анализ и прогноз позволили обосновать медико-профилактические мероприятия организации деятельности общеобразовательных организаций в период распространения новой коронавирусной инфекции (COVID-19), рекомендации по организации отдыха детей и их оздоровления в период эпидемии новой коронавирусной инфекции (COVID-19).Под руководством и научным консультированием В. Р. Кучмы выполнены и успешно защищены 31 кандидатская и 18 докторских диссертации.

## Публикации
Автор и соавтором свыше 700 работ, в том числе 25 монографии и 25 книг, 20 учебников для студентов и 34 руководство для врачей.
В 2001 году был выпущен оригинальный учебник «Гигиена детей и подростков», который выдержал 4 переиздания, переведён на казахский язык.
В 2015 году подготовлено оригинальное издание по новой дисциплине «Основы формирования здоровья детей», рекомендованное ФИРО Минобрнауки России в качестве учебника для студентов педиатрических факультетов медицинских ВУЗов.
По результатам исследований в соавторстве получены 4 патента, 8 свидетельств Роспатента о регистрации баз данных, 2 авторских свидетельства на руководства, обоснованы 3 технических регламента о безопасности продукции для детей и 22 СанПиН в сфере обеспечения санитарно-эпидемиологического благополучия детей и подростков.

### Сочинения
- Электромиографические критерии утомления при динамических усилиях. Сб. Актуальные вопросы клинической и теоретической медицины. — Рига, 1974, вып. 4. — ч. 1. — С. 189—190. (первая публикация)
- Принципы и критерии оценки напряжения функциональных систем организма в процессе трудовой деятельности. Гиг. труда. — 1992. — № 1. — С. 9-12.
- Проблемы мониторинга состояния здоровья детского населения в связи с факторами окружающей среды. Гиг. и сан. — 1993. — № 11. — С. 4-7.
- Гигиена детей и подростков при работе с видеодисплейными терминалами. — М.: Медицина, 2000. — 160 с.: ил.
- Гигиена детей и подростков. Учебник. — М.: Медицина, 2001. — 384 с.
- Дети в мегаполисе: некоторые гигиенические проблемы. — М.: Издатель НЦЗД РАМН, 2002. — 280 с.
- Руководство по врачебному профессиональному консультированию подростков (соавт. Баранов А. А., Рапопорт И. К.). М.: Издательский Дом «Династия», 2004. — 200 с.
- Гигиенические аспекты социального сиротства. М.: Издательство ГУ НЦЗД РАМН, 2006. — 129 с.
- Табакокурение детей и подростков: гигиенические и медико-социальные проблемы и пути решения (соавт. Баранов А. А., Звездина И. В.). — М.: Литтерра, 2007. — 216 с.:ил.
- Физическое развитие детей и подростков на рубеже тысячелетий (соавт. Баранов А. А., Скоблина Н. А.). — М.: Издатель Научный центр здоровья детей РАМН, 2008. — 216 с.
- Оценка состояния здоровья детей. Новые подходы к профилактической и оздоровительной работе в образовательных учреждениях (соавт. Баранов А. А., Сухарева Л. М.). — М.: ГЭОТАР-Медиа, 2008. — 437 с.: ил.
- Гигиена детей и подростков: руководство к практическим занятиям: учебное пособие / под ред. Проф. В. Р. Кучмы. — М.: ГЭОТАР-Медиа, 2010. — 560 с.
- Игрушки, игры и предметы для детского творчества. Гигиеническая безопасность: проблемы и пути решения (соавт. Барсукова Н. К., Маркелова С. В.). — М.: ГЭОТАР-Медиа, 2011. — 128 с.: ил.
- Современное дошкольное образование: гигиенические проблемы и пути решения. — М.: Издатель Научный центр здоровья детей РАМН, 2011. — 356 с.
- Гигиена детей и подростков: учебник. — 2-е изд., испр. и доп. М.: ГЭОТАР-Медиа, 2013. — 528 с.
- Гигиенические основы использования светодиодов в системах искусственного освещения (соавт. Текшева Л. М.). — М.: Издатель ФГБУ «Научный центр здоровья детей» РАМН, 2013. — 246 с.: илл.
- Гигиеническая безопасность использования компьютеров в обучении детей и подростков / В. Р. Кучма, М. И. Степанова, Л. М. Текшева; под ред. В. Р. Кучмы. — М.: Просвещение, 2013. — 224 с. — (работаем по новым стандартам).
- Медико-профилактические основы работы общеобразовательных учреждений / В. Р. Кучма, Л. М. Сухарева, М. И. Степанова и др.; под ред. В. Р. Кучмы, М. И. Степановой. — М.: Просвещение, 2013. — 110 с. — (Работаем по новым стандартам).
- Системная гигиеническая диагностика санитарно-эпидемиологического благополучия обучающихся: Руководство. М.: ФГБНУ НЦЗД, 2014. — 304 с.
- Медико-социальные проблемы воспитания подростков (соавт. Баранов А. А., Сухарева Л. М.). М.: Издательство «ПедиатрЪ», 2014. — 388 с.
- Поведение детей опасное для здоровья: современные тренды и формирование здорового образа жизни (соавт. Соколова С. Б.). М.: ФГБНУ НЦЗД, 2014. — 160 с.
- Кучма В. Р., Кардангушева А. М. Здоровье школьников и студентов: новые возможности профилактической медицины в образовательных организациях. Монография. М.: ФГБУ НЦЗД, 2016. 276 с. ISBN 5-94302-013-6. Усл. печ. л. 17,5. Тираж 600.
- Кучма В. Р., Соколова С. Б. Поведенческие риски, опасные для здоровья школьников XXI века. Монография. М.: ФГАУ «НМИЦ здоровья детей» Минздрава России, 2017. 170 с. ISBN 978-5-94302-031-4. Усл. печ. л. 10. Тираж 500.
- Кучма В. Р. Гигиеническая безопасность гиперинформатизации жизнедеятельности детей. Гигиена и санитария. 2017. Т. 96. № 11. С. 1059—1063.
- Кучма В. Р. Гигиена детей и подростков: популяционное и персонализированное обеспечение санитарно-эпидемиологического благополучия детского населения в современных условиях. Гигиена и санитария. 2019. Т. 98. № 1. С. 61-67.
- Кучма В. Р., ред. Руководство по гигиене детей и подростков, медицинскому обеспечению обучающихся в образовательных организациях: модель организации, федеральные рекомендации оказания медицинской помощи обучающимся. Издание 2-е, дополненное. Том I. М.: НМИЦ здоровья детей Минздрава России; 2019. 491 с.
- Кучма В. Р., ред. Руководство по гигиене детей и подростков, медицинскому обеспечению обучающихся в образовательных организациях: модель организации, федеральные рекомендации оказания медицинской помощи обучающимся. Издание 2-е, дополненное. Том II. М.: НМИЦ здоровья детей Минздрава России; 2019. 462 с.
- Кучма В. Р. Шесть десятилетий научного поиска в гигиене детей и подростков. Гигиена и санитария. 2019. Т. 98. № 5. С. 573—580.
- Кучма В. Р. Гигиена детей и подростков : учебник / В. Р. Кучма. — 3-е изд., доп. — Москва: ГЭОТАР-Медиа, 2020. — 528 с. : ил. — DOI: 10.33029/9704-4940-0-GIG-2020-1-528 ISBN 978-5-9704-4990-0
- Федор Петрович Гааз. Россия, Москва, Малый Казенный переулок: путь милосердия и сострадания страждущим. Под общ. ред. В. Р. Кучмы — М.: НМИЦ здоровья детей Минздрава России, 2020. — 184 с. : ил. ISBN 978-5-6044185-7-4 Усл. печ.л 10,6. Тираж 550.
- В.Р. Кучма, А.С. Седова, М.И. Степанова, И.К. Рапопорт, М.А. Поленова, С.Б. Соколова, И.Э. Александрова, В.В. Чубаровский. Особенности жизнедеятельности и самочувствия детей и подростков, дистанционно обучающихся во время эпидемии новой коронавирусной инфекции (COVID 19) // Всероссийское общество развития школьной и университетской медицины и здоровья, при поддержке НИИ гигиены и охраны здоровья детей и подростков Вопросы школьной и университетской медицины и здоровья. — Москва: ООО ИПЦ «Научная книга», 2020. — № 2. — С. 4—23. — ISSN 2305-3895..
- Физическое развитие и состояние здоровья детей и подростков в школьном онтогенезе (лонгитудинальное исследование): монография / под ред. В. Р. Кучмы, И. К. Рапопорт. — Москва: Издательство «Научная книга», 2021. — 350 с. — ISBN 978-5-6044147-8-1 Усл. печ.л 20,54. Тираж 500.

## Научно-организационная и общественная работа
- возглавлял СНО имени Н. И. Пирогова 1 ММИ имени И. М. Сеченова (1974—1976);
- председатель Научного совета ОМедН РАН по гигиене и охране здоровья детей и подростков;
- сопредседатель Координационного совета РАО и ОМедН РАН «Здоровье и образование детей и подростков» (1998—2020 гг.);
- член экспертной группы по национальному проекту «Здравоохранение»;
- главный внештатный специалист Минздрава России по гигиене детей и подростков (2003—2018 гг);
- национальный координатор проекта «Европейская сеть школ здоровья»;
- Президент Российского общества развития школьной и университетской медицины и здоровья (РОШУМЗ);
- член Ученого совета Роспотребнадзора;
- председатель Проблемной комиссии «Гигиена детей и подростков» Ученого совета Роспотребнадзора;
- член Экспертного совета при Уполномоченном при Президенте Российской Федерации по правам ребёнка;
- председатель Учебно-методической комиссии по гигиене Координационного совета по области образования «Здравоохранение и медицинские науки» Министерства образования и науки Российской Федерации;
- член Федерального учебно-методического объединения по укрупненной группе профессий, специальностей и направлений подготовки 32.00.00. «Науки о здоровье и профилактическая медицина» Министерства образования и науки РОссийской Федерации;
- член Экспертного совета по вопросам здоровья и физического воспитания обучающихся при Комитете Государственной Думы по образованию;
- член экспертной группы Минздрава России по научной платформе «Профилактическая среда»;
- главный редактор научно-практического рецензируемого журнала «Вопросы школьной и университетской медицины и здоровья»;
- член редколлегий научно-практических рецензируемых журналов («Гигиена и санитария», «Профилактическая медицина», «Профилактическая и клиническая медицина» (СПб), «Вопросы современной педиатрии», «Российский педиатрический журнал», «Репродуктивное здоровье детей и подростков», «Здоровье дошкольников»);
- член Комитета по планированию Европейской сети школ здоровья (SHE);
- приглашенный член (2008—2011) Исполкома Европейского союза школьной и университетской медицины и здоровья (EUSUHM);
- Организатор «Мемориальной комнаты-музея доктора Ф. П. Гааза» в здании на М.Казенном, дом 5, где жил, работал и умер великий гуманист (2015).

## Награды
- премия Ленинского комсомола (1988) — за работу по пропаганде и формированию здорового образа жизни молодёжи
- значок «Отличнику здравоохранения» (СССР)
- наградной знак ВЦСПС «Наставник молодёжи»
- медаль «В память 850-летия Москвы»
- медаль «90 лет Госсанэпидслужбе России» (2013)
- большая бронзовая медаль «За заслуги в гигиене и охране здоровья детей и подростков „Спешите делать добро“» (2014)
- медаль «За заслуги в укреплении конкурентоспособности России».
- медаль «За заслуги перед отечественным здравоохранением» (2016)
- медаль «За заслуги перед Первым МГМУ имени И. М. Сеченова» (2016)
- «Знак отличия» 1-й степени ФБУЗ «Центр гигиены и эпидемиологии в городе Москве» (2016)
- медаль Федора Гааза (Приказ ФСИН от 25.02.2016 № 101)
- благодарность Главы Российского Императорского Дома Е.И.В. Великой Княгини Марии Владимировны «За примерное служение Отечеству, высоко полезные труды на поприще развития и укрепления образования, науки, творчества и культуры» (2017)
- высшая награда ФГАУ «НМИЦ здоровья детей» Минздрава России «Золотые Руки» (2019)